# Slovak Open 2019
Die Slovak Open 2019 im Badminton fanden vom 27. Februar bis zum 2. März 2019 in Trenčín statt.

## Sieger und Platzierte
| Disziplin    | Gold                               | Silber                     | Bronze                             |
| ------------ | ---------------------------------- | -------------------------- | ---------------------------------- |
| Herreneinzel | Kim Bruun                          | Ivan Rusev                 | Adrian Dziółko                     |
| Herreneinzel | Kim Bruun                          | Ivan Rusev                 | Collins Valentine Filimon          |
| Dameneinzel  | Porntip Buranaprasertsuk           | Jordan Hart                | Hung En-tzu                        |
| Dameneinzel  | Porntip Buranaprasertsuk           | Jordan Hart                | Vladyslava Lesnaya                 |
| Herrendoppel | Supak Jomkoh Wachirawit Sothon     | Daniel Nikolov Ivan Rusev  | Sergiy Garist Oleksandar Shmundyak |
| Herrendoppel | Supak Jomkoh Wachirawit Sothon     | Daniel Nikolov Ivan Rusev  | Jaromír Janáček Tomáš Švejda       |
| Damendoppel  | Kati-Kreet Marran Helina Rüütel    | Lisa Kaminski Hannah Pohl  | Claudia Leal Lorena Uslé           |
| Damendoppel  | Kati-Kreet Marran Helina Rüütel    | Lisa Kaminski Hannah Pohl  | Wiktoria Adamek Kornelia Marczak   |
| Mixed        | Supak Jomkoh Supissara Paewsampran | Alberto Zapico Lorena Uslé | Jaromír Janáček Sabina Milova      |
| Mixed        | Supak Jomkoh Supissara Paewsampran | Alberto Zapico Lorena Uslé | Steven Stallwood Lizzie Tolman     |